# Аккуш, Михрач
Михрач Аккуш (тур. Mihraç Akkuş; род. 1 июня 2000) - турецкий дзюдоист, выступающий в весовой категории до 60 килограммов.

## Биография
Михрач Аккуш родился 1 июня 2000 года. Он стал четвёртым ребёнком среди семи детей в семье. Его мать является домохозяйкой, а старшие братья занимаются борьбой. 
Изучает физическую культуру в университете имени Бюлента Эджевита. 

## Карьера
Стал заниматься дзюдо с 12 лет.
В начале карьеры выступал в категории кадетов. В 2015 на Кубке Европы в Клуже завоевал бронзовую медаль. На этапе в Бельско-Бяла стал седьмым. В следующем году на этапах в Анталье и в Берлине занял пятые места.
В 2017 выиграл бронзу на Кубке Европы в Анталье завоевал бронзу, а в Теплице — золото. Также он стал третьим на этапе в Плоешти, а затем выиграл чемпионаты мира и Европы в категории кадетов.
В 2018 году выступал уже на юниорском уровне, завоевав на Кубке Европы в Линьяно бронзовую медаль. Также он стал пятым в Праге, а на юниорском чемпионате Европы стал бронзовым призёром.
На турнире Большого Шлема в Анталье в 2019 году завоевал бронзовую медаль, а также стал седьмым в Загребе и пятым в Ташкенте.
На Гран-при Тель-Авива 2020 года завоевал серебро, а в Париже занял пятое место. Эти успехи позволили Михрач Аккушу получить право представлять Турцию на летних Олимпийских играх 2020 года в Токио.